# Saharat Thai Doem

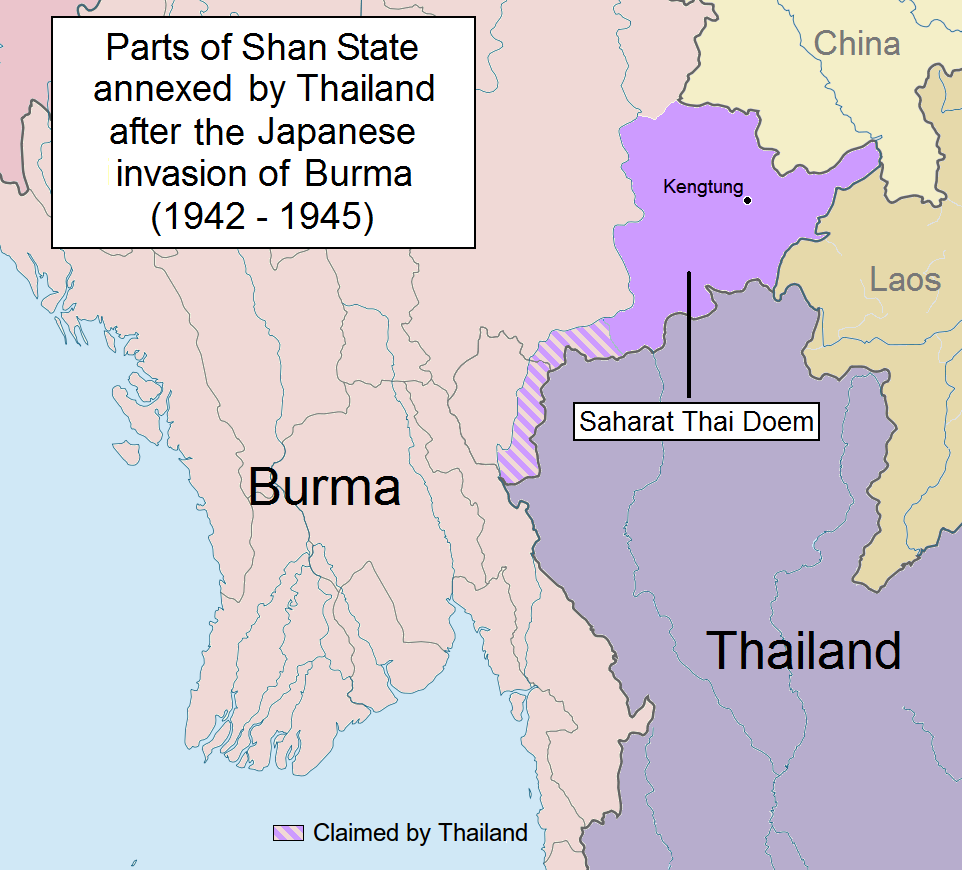
Carte du Saharat Thai Doem (1942-1945) et revendications de la Thaïlande en Birmanie britannique.

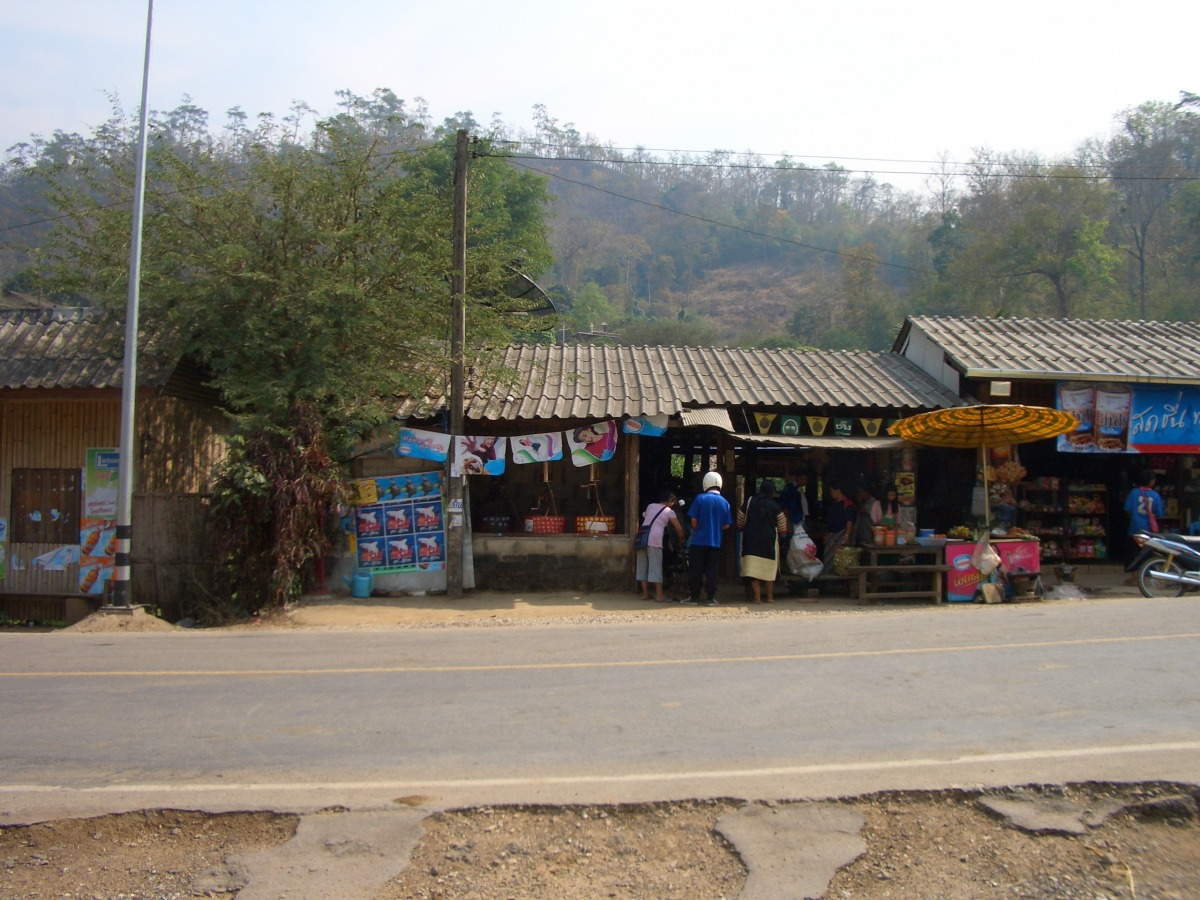
La boucle nord de l'autoroute 1285 depuis Mae Hong Son était basée sur le réseau de routes d'origine construit en 1943 pour relier Saharat Thai Doem au reste de la Thaïlande.

Saharat Thai Doem (thaï : สหรัฐไทยเดิม « Anciens territoires thaïlandais unifiés ») était une division administrative de la Thaïlande. Elle englobait des parties des États Shan de Birmanie britannique annexés par le gouvernement thaïlandais après la conquête japonaise de la Birmanie.
Au moyen de cette annexion, les frontières de la Thaïlande (qui avait rejoint les forces de l'Axe) s'étaient étendue vers le nord jusqu'au 22e parallèle nord et gagna une frontière avec la Chine. Chiang Tung (Kengtung) était le siège administratif de la province. À la suite de la chute du gouvernement Phibun en août 1944, le nouveau gouvernement de Khuang Aphaiwong communiqua au gouvernement britannique qu'il renonçait à toutes les revendications des États Shan et du nord de la Malaisie, tout en cédant immédiatement les territoires à la Grande-Bretagne. Le gouvernement Churchill, renonçant à cette tentative de rapprochement, était prêt à riposter. L'armée thaïlandaise n'évacua les deux États Shan qu'en août 1945.

## Géographie
Le territoire de la province du nord de la Thaïlande était montagneux, à l'exception de quelques petites zones, comme le bassin intermontagnard de Kengtung. Le fleuve Salouen marquait la frontière ouest de la nouvelle province. Le point le plus au nord était la ville frontière de Pangsang.
Il y avait peu de routes reliant les districts et la plupart de la population vivait dans de petits villages de montagne. La région était principalement habitée par des Tai Yai, mais il y avait aussi des communautés importantes de Lahu, Akha et Wa, ainsi que celles appartenant aux Karens, y compris les Karens rouges et les Kayan.

## Administration
Une administration rudimentaire fut mise en place au début de l'invasion avec Kengtung comme centre. Constitué principalement de petites communautés rurales, pendant l'occupation, le territoire thaïlandais de l'État Shan est resté un endroit largement oublié. Les soldats thaïlandais blessés ou malades ayant été envoyés à Bangkok furent choqués de constater qu’il n’y avait ni connaissance ni inquiétude des difficultés de l’armée du nord de la Thaïlande dans le territoire nouvellement annexé.

### Autorités

#### Gouverneur militaire thaïlandais à Kengtung et Möngpan
- Décembre 1942-1945 : Phin Choonhavan (en) (1891-1973)

### Divisions administratives
Le Saharat Thai Doem fut divisé en douze districts (amphoe), auxquels plus tard un autre sera ajouté. Mueang Phan était le quartier spécial.
|     | Nom                | thaïlandais  | correspondant en birman                                                                                |
| --- | ------------------ | ------------ | --- |
| 1   | Mueang Chiang Tung | เมือง เชียง ตุง | District de Kengtung                                                                                   |
| 2   | Mueang Yong        | เมือง ยอง     | Canton de Mong Yawng                                                                                   |
| 3   | Mueang Phayak      | เมือง พ ยา ค  | District de Mong Hpayak                                                                                |
| 4   | Mueang Yu          | เมือง ยู้       | |
| 5   | Mueang Ching       | เมือง ชิง      | |
| 6   | Mueang Ma          | เมือง มะ      | |
| 7   | Mueang Yang        | เมือง ยาง     | Canton de Mong Yang                                                                                    |
| 8   | Mueang Khak        | เมือง ขา ก    | |
| 9   | Mueang Len         | เมือง เลน     | |
| dix | Mueang Ko          | เมือง โก      | |
| 11  | Mueang Sat         | เมือง สาด     | Canton de Mong Hsat                                                                                    |
| 12  | Mueang Hang        | เมือง หาง     | Village de Mong Hang, canton de Mong Tong                                                              |
| -   | Mueang Phan *      | เมือง พาน     | Les quatre districts de Möng Tang, Möng Hang, Möng Kyawt et Möng Hta appartenant au canton de Mong Pan |

## Événements historiques
- Le drapeau thaïlandais fut hissé à Kengtung le 5 juin 1942. Kengtung (Chiang Tung) deviendra la capitale de la nouvelle province thaïlandaise.
- L'armée thaïlandaise atteignit Mandalay, mais les Japonais ne sanctionnèrent que l'annexion d'une partie des territoires conquis. Les chars thaïlandais ont pris part aux batailles près de Taunggyi.
- Des soldats thaïlandais et japonais se rencontrèrent à Mandalay (campagne de Birmanie de 1942).